# 牛雨田
牛雨田（1984年12月27日—），中国天津人，围棋职业七段棋手。他1996年入段，2009年7月升为七段。他曾进入第2届BC信用卡杯世界围棋公开赛8强。
牛雨田6岁学棋，11岁进天津队，12岁入选国家围棋少年队。2006年，他进入第19届中国围棋名人战本赛决赛，以0-2负于周睿羊，无缘挑战权。2009年，他进入第5届威孚房开杯半决赛，后负于陈耀烨。2010年，他在本赛中连胜李圣宰、井山裕太和丁伟，进入第2届BC卡杯8强，后负于朴廷桓。2012年，他进入第4届衢州烂柯杯八强，后负于时越。同年，他在本赛中连胜韩国棋手赵汉乘和温昭珍，进入第4届BC卡杯16强，后以半目之差负于当届冠军、韩国棋手白洪淅。